# Henricho Bruintjies
Henricho Bruintjies (* 16. Juli 1993 in Paarl) ist ein südafrikanischer Leichtathlet, der sich auf den Sprint spezialisiert hat.

## Sportliche Laufbahn
Erste Erfahrungen bei internationalen Meisterschaften sammelte Henricho Bruintjies bei den Studentenweltspielen 2013 im russischen Kasan, bei denen mit der südafrikanischen 4-mal-100-Meter-Staffel im Finale mit 45,82 s den siebten Platz belegte. 2014 nahm Bruintjies zum ersten Mal an den Commonwealth Games im schottischen Glasgow teil und belegte dort mit der südafrikanischen Stafette den vierten Platz im Finale. Kurz darauf nahm er an den Afrikameisterschaften in Marrakesch über 100 Meter teil und schied dort mit 10,44 s im Halbfinale aus. 2015 verbesserte er im Juli den südafrikanischen Landesrekord auf 9,97 s und qualifizierte sich damit für die Weltmeisterschaften in Peking, bei denen im Halbfinale mit 10,21 s ausschied. Zudem musste er den Vorlauf mit der südafrikanischen 4-mal-100-Meter-Staffel vorzeitig beenden.
2016 qualifizierte er sich erstmals für die Olympischen Spiele in Rio de Janeiro, bei denen er über 100 Meter im Vorlauf mit 10,33 s ausschied. Zwei Jahre später gewann Henricho Bruintjies in 10,17 s die Silbermedaille über 100 Meter bei den Commonwealth Games im australischen Gold Coast hinter seinem Landsmann Akani Simbine. Mit der südafrikanischen 4-mal-100-Meter-Staffel gewann er mit neuem Landesrekord von 38,24 s ebenfalls die Silbermedaille hinter der Mannschaft aus England. Anschließend siegte er bei den Afrikameisterschaften in Asaba mit neuem Meisterschaftsrekord von 38,25 s mit der südafrikanischen Staffel. 2019 nahm er erstmals an den Afrikaspielen in Rabat teil und erreichte dort über 100 Meter das Halbfinale, in dem er mit 10,43 s ausschied. Zudem gewann er mit der Staffel in 38,80 s die Bronzemedaille hinter den Teams aus Ghana und Nigeria. 2022 gewann er bei den Afrikameisterschaften in Port Louis in windunterstützten 10,01 s die Bronzemedaille über 100 Meter hinter dem Kenianer Ferdinand Omanyala und seinem Landsmann Akani Simbine. Zudem gewann er in 39,79 s gemeinsam mit Antonio Alkana, Cheswill Johnson und Cheswill Johnson die Silbermedaille hinter dem Team aus Kenia. Anschließend verhalf er der südafrikanischen Mannschaft bei den Weltmeisterschaften in Eugene zum Finaleinzug.
2016 wurde Bruintjies südafrikanischer Meister im 100-Meter-Lauf.

## Persönliche Bestzeiten
- 100 Meter: 9,97 s (+0,8 m/s), 5. Juli 2015 in La Chaux-de-Fonds
  - 60 Meter (Halle): 6,62 s, 13. Februar 2016 in Berlin
- 200 Meter: 20,62 s (+0,4 m/s), 14. Juni 2015 in Bydgoszcz